# Seversky P-35
Сєверський P-35 (англ. Seversky P-35) — американський одномоторний винищувач виробництва американської авіакомпанії Seversky Aircraft Company, розроблений російським емігрантом винахідником Прокоф'євим-Сєверським О. М. Сучасник британського Hawker Hurricane та німецького Messerschmitt Bf 109 був першим у Повітряних силах армії США суцільнометалевим одномісним винищувачем із шасі, що прибиралося, та закритим кокпітом.

## Історія
На початку 1935 року керівництво Повітряних сил армії США, через всього два роки після прийняття на озброєння винищувача Boeing Р-26, що вже не повністю задовольняв усім вимогам, оголосило конкурс на створення нового винищувача. За вигідний військовий контракт у змагання вступили чотири фірми, які представили проєкти Seversky SEV-2XP, Vought V-141 і Curtiss Model 75. Усі винищувачі були вільнонесними монопланами з крилом низького розташування, закритими кабінами пілотів і радіальними двигунами.

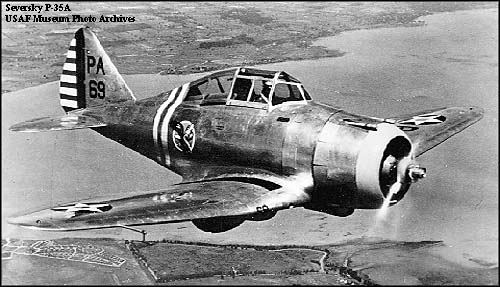
Винищувач Сєверський P-35 на перельоті

18 червня 1935 під час транспортування літака на авіабазу Райт-Філд для проведення льотних тестів екземпляр Сєверського отримав сильні пошкодження і, чітко усвідомлюючи, що явним фаворитом є Curtiss, Сєверський і О.Картвелі вирішили переробити конструкцію літака. Винищувач став одномісний, зберігши при цьому добре засклений кокпіт, і отримав шасі, що прибиралося. Озброєння залишилося попереднім: один 12,7-мм і один 7,62-мм кулемети Browning на капоті двигуна з синхронізаторами. Дослідний зразок, що одержав позначення SEV-1XP, оснащувався двигуном Wright R-1820-G5 потужністю 850 к.с. і трилопатевим металевим гвинтом змінного у польоті кроку.
Прототип винищувача SEV-1XP у ході конкурсних випробувань на Райт-Філд, штат Огайо у квітні 1936 здобув перемогу, набравши 812 очок проти 720 очок у найближчого конкурента — винищувача фірми Curtiss. За результатами конкурсу переможцем був оголошений винищувач Seversky SEV-1XP, який при порівнянній маневреності показав максимальну швидкість 483 км/год. Однією з причин невдачі Curtiss Model 75 стала недостатня потужність двигуна «Cyclone», не дозволила цього літаку розігнатися понад 465 км/год.
18 червня 1936 року представники авіації підписали контракт на постачання серійних винищувачів, з армійським позначенням Р-35. Загальна сума укладеного контракту перевищувала 1,5 млн доларів. Перша партія з 77 літаків надійшла у травні 1937 року.
Невдалою була спроба запропонувати Р-35 флоту як морського винищувача. У тому ж 1937 році, за власною ініціативою, фірма представила винищувач NF-1 (англ. Naval Fighter 1). Від армійського варіанту він відрізнявся двигуном Wright R-1820-22 «Cyclone» потужністю 950 к. с., посадковим гаком і бомботримачами. Однак, літак не відповідав заявленим вимогам і тести припинилися в тому ж році.

### Seversky 2PA
У 1938 році Сєверський побудував оновлений двомісний варіант винищувача, позначеного як 2РА, призначеного для ескорту бомбардувальників. Армійська авіація США досить прохолодно віднеслася до появи 2РА, але комерційний успіх все ж мав місце, хоч і коштував згодом Сєверському кар'єри. Найбільш зацікавленим замовником виступив Радянський Союз, представники якого звернулися до Сєверського з пропозицією продати два літаки, а також ліцензію на їх виробництво. Перебуваючи у скрутному фінансовому становищі Сєверський більш жваво відгукнувся на прохання японської делегації, яка придбала відразу 20 літаків. Для японців був підготовлений експортний варіант 2РА-В3, а будівництво винищувачів розпочалося в 1938 році. Після прибуття до Японії вони отримали позначення A8V-1 і пізніше увійшли до складу 12-го кокутая, який базувався на території Китаю під Нанкіном. Літаки не використовувалися в ролі винищувачів, їх застосовували як розвідники, завдяки значній дальності польоту.
Укладення контракту на продаж «секретної військової техніки» у підсумку коштувало Сєверському поста керівника фірми. У США розгорнулася ціла кампанія з цькування російського емігранта, що в результаті призвело до його відставки і перейменуванню фірми в Republic Aircraft Corporation.
Конструкція винищувача Сєверського вплинула певним чином на авіабудівників з Польщі та Італії. На основі Р-35 польський конструктор Всеволод Якімук розробив свій проєкт PZL.50 Jastrząb. Італійці й зовсім запозичили зовнішній вигляд Р-35, створюючи свій Reggiani Re.2000. Великий інтерес до моделі конструктора проявили шведи, які зажадавши оснастити винищувач потужнішим двигуном R-1830-45 (1050 к. с.) і посиленим озброєнням, замовили 120 літаків для своїх ВПС, що стало найбільшим контрактом за всю історію існування фірми Seversky.
З вересня 1939 року до Швеції почали прибувати одномісні винищувачі, але повністю здійснити поставляння не вдалося. 10 жовтня 1940 року президент Рузвельт оголосив ембарго на військові поставки до Скандинавії, встигли перевезти тільки половину замовлення. Решта 60 літаків поступили на озброєння армійської авіації та їх передали в навчальні частини.
Вже з 1939 року винищувачі Р-35 стали поступово замінювати на Р-40 і до моменту вступу США у війну усі літаки цієї моделі, що знаходилися на континентальній частині країни, були переведені в ескадрильї другої лінії.
Щоб витягти хоч якусь вигоду з винищувачів Сєверського, американський уряд дозволив продати Еквадору шість серійних Р-35. У 1941 році ці літаки увійшли до складу нещодавно сформованої Escuadrilla de Caza. На превеликий жаль для еквадорської армії Р-35 прибули надто пізно і не встигли взяти участь у невдалій війні проти Перу в липні того ж року. У складі Повітряних сил Еквадору (ісп. Fuerza Aérea del Ejército Equatoriana (FAEE) винищувачі Сєверського експлуатувалися до 1944 року, поки їх не замінили на Republic P-47. Куди більш інтенсивною виявилася експлуатація винищувачів Р-35А. До грудня 1941 року у складі армійської авіації залишалося 48 літаків цієї моделі.
Напередодні вступу США у Другу світову війну винищувачі Р-35А розподілили між 21-ю і 24-ю ескадрильями 4-ї змішаної групи, дислокованої на аеродромі Дель Кармен на острові Лусон. У підсумку Р-35А, несподівано для всіх, стали важливою частиною першої лінії захисту островів.
Грудневі бої 1941 року наочно продемонстрували, що можливості Р-35А сильно обмежені і як засіб для завоювання переваги в повітрі він абсолютно непридатний. Більше того, протягом 10 грудня, в результаті авіаудару по Дель Кармен, було втрачено 18 літаків, з яких 12 безповоротно. За американськими даними пілотам Р-35А вдалося збити пару японських бомбардувальників, але це було слабка втіха — у повітряних боях із «Зеро» було втрачено ще кілька машин. Американці на Р-35 просто не могли ані протистояти, ані будь-як ефективно боротися з масами винищувачів фірм «Міцубісі» і «Накадзіма», які нападали на них.
Станом на 12 грудня 1941 року в стані, придатному для подальших польотів, залишилося всього 8 винищувачів, а до січня їх кількість скоротилася до 5.
Єдиний Р-35А відправили на аеродром Дель Монте і 30 квітня 1942 року передали капітану ВПС Філіппін Рамону Зоса. Філіппінець зробив на ньому кілька бойових вильотів у групі з Р-40Е проти японських сил вторгнення. Останній із них відбувся 3 травня 1942 року, коли американці намагалися провести штурмовку сил противника, що висадилися в затоці Макаджалар. Швидше за все після цього Р-35А був знищений наземним персоналом.

## Відео
- Late 1930s Restored Seversky AT-12 (Two-seat Version of the P-35 Fighter) — HISTORIC! [Архівовано 28 листопада 2020 у Wayback Machine.]